# Drogodependencia

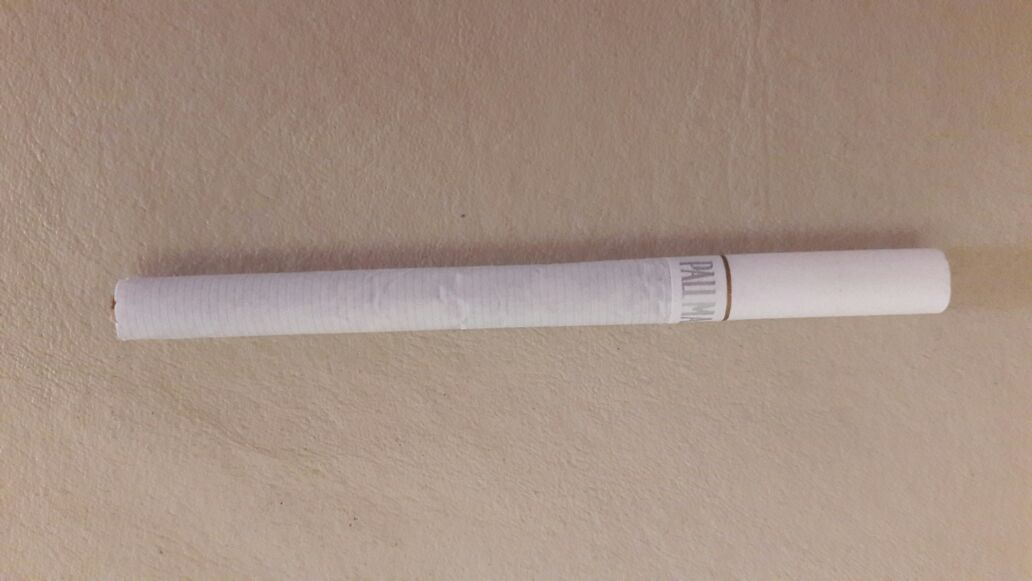
Cigarrillo-Adicción a la nicotina

Los términos drogodependencia, drogadicción y farmacodependencia hacen referencia a la adicción generada por la exposición repetida a una droga, ya sea un fármaco o una sustancia psicoactiva legal o ilegal. Se conoce como trastorno por consumo de sustancias (TCS) y es una enfermedad que afecta al cerebro y al comportamiento de una persona, produciendo la incapacidad de controlar el consumo de medicamentos o drogas —legalizadas o no—. En su glosario más reciente, la OMS define la dependencia del alcohol y de otras sustancias como «una necesidad de consumir dosis repetidas de la sustancia para encontrarse mejor o para no sentirse mal». Sus características son: un deseo invencible o una necesidad de consumir droga y de procurarla por todos los medios, una tendencia a aumentar las dosis y una dependencia de origen psíquico y a veces físico a consecuencia de los efectos de la droga.
Equivale, más o menos, al síndrome de dependencia mencionado en la CIE-10. Este término se intercambia a menudo con el de adicción, aunque en la actual edición de su Manual diagnóstico y estadístico de los trastornos mentales (la edición más reciente es la quinta: DSM-5) la Asociación Estadounidense de Psiquiatría separa claramente los trastornos inducidos por sustancias de los trastornos adictivos no relacionados con sustancias. Así pues, la drogodependencia es solo uno de los dos tipos existentes de adicciones.
A efectos prácticos, se pueden considerar sinónimos los términos drogodependencia, adicción y toxicomanía. Los dos últimos se utilizan desde el siglo XIX y, en la primera mitad del siglo XX, estos vocablos comenzaron a cargarse de connotaciones peyorativas, morales y legales, por lo que en los años sesenta se introdujo la palabra drogodependencia con el fin de un uso científico más preciso. En su origen, toxicomanía hacía referencia al estado de intoxicación periódica o crónica del consumidor de una sustancia. Se trataba del consumo de productos que, en aquella época, tenían una comercialización y uso médico, de manera que, con este término, se indicaba un consumo no terapéutico y se hacía énfasis, al utilizar el sufijo manía, en la exaltación afectiva buscada con la autoadministración de la sustancia.

## Criterios diagnósticos
El DSM-IV-TR (2002), la cuarta edición del Manual diagnóstico y estadístico de los trastornos mentales, afirma que, para poder ser diagnosticada como tal, la dependencia de sustancias ha de conllevar un patrón desadaptativo de consumo que incluye malestar o deterioro (físico, psicológico o social) y junto al que han de darse, al menos, tres de los siguientes criterios en algún momento de un período continuado de 12 meses:
- tolerancia
- Dependencia
- síndrome de abstinencia
- La sustancia se consume en cantidades mayores o durante más tiempo de lo que se pretendía en un principio.
- Existe un deseo persistente o esfuerzos infructuosos de interrumpir el consumo o de controlarlo.
- Se emplea mucho tiempo en actividades relacionadas con la obtención de la sustancia, consumo o recuperación de sus efectos.
- Se da una importante reducción de las actividades cotidianas del sujeto debido a la ingesta de la sustancia.
- Se continúa consumiendo la sustancia a pesar de tener conciencia de sus potenciales riesgos.

## Circuitos neurales implicados
- El circuito relacionado más estrechamente con el refuerzo es el formado por el área tegmental ventral, el núcleo accumbens y la corteza prefrontal. Es un circuito dopaminérgico en el cual la droga produce una acumulación de dopamina en las neuronas. Su consumo reiterado induce un estado de falta de dopamina que ocasiona un deseo de consumir la sustancia.[6]

## Aspectos relacionados
Así, como veíamos, es necesario diferenciar entre diferentes elementos que entran a formar parte del proceso de la drogodependencia:
- Intoxicación: Hace referencia a los cambios fisiológicos, psicológicos o comportamentales provocados por el consumo de una sustancia.[7]
- Tolerancia: Necesidad de aumentar la dosis de la sustancia para conseguir los efectos que antes se conseguían a dosis inferiores o bien disminución de los efectos producidos por la sustancia al utilizarla de forma frecuente.[8] No implica, necesariamente, dependencia.
- Síndrome de abstinencia: Conjunto de reacciones físicas o corporales que ocurren cuando una persona dependiente de una sustancia deja de consumirla o reduce su consumo.[9]

### Causas de la adicción
La causa de la adicción es el consumo facilitado por el uso de cualquier sustancia adictiva y, en todos los casos, el factor es la intoxicación que genera el ciclo autodestructivo de dependencia patológica.
Es imposible determinar o hacer referencia a una diagnosis generalizada en relación con la drogadicción. Si bien puede haber similitudes circunstanciales entre un adicto y otro al momento de su vinculación con la droga, no hay trastornos en común a todos. Los factores relacionados al uso y consumo varían según la persona, la historia de vida y el contexto en el cual precisan proveerse del tóxico.
Las causas que inducen a una persona a la necesidad constante de consumo de una droga tienen raíces en diferentes planos de su vida (personales, familiares, económicos, sociales, laborales u otros). Es habitual que una persona con adicción presente, en etapas de tratamiento de rehabilitación, aspectos psicosomáticos que puedan estar asociados y considerarse como los causantes, aspectos que suelen tomarse como una consecuencia reactiva de la adicción. Sea cual sea la dependencia de un adicto, sea cual sea el tipo de sustancia que consume, existen terapias de desintoxicación eficientes (efectivas y eficaces). Estas deben ser acompañadas por supervisión médica y tratamiento, buscando resolver además, los mencionados puntos profundos; aquellos factores críticos que motivaron el consumo y su dependencia. En la mayoría de las ocasiones, el daño que genera la sustancia en sí, no es un impedimento para controlar la raíz del problema crónico en este trastorno, sino una grave consecuencia de tal situación.
Según Néstor Szerman, presidente de la Sociedad Española de Patología Dual, el 70 por ciento de los adictos sufren algún tipo de patología mental asociada. Sobre la base de esta concepción nace el término “patología dual”.
Factores de riesgo personales:
- ¿Cómo maneja las emociones?
- ¿Qué tan independiente es?
- ¿Es impulsivo?
- ¿Su autoestima, autoconcepto, autoeficacia?
- ¿Tolera la frustración?
- ¿Busca nuevas sensaciones?
- ¿Tiene un proyecto vital?
- ¿Qué piensa de las drogas?

Factores de riesgo familiares:
- ¿Tiene familia?
- ¿Sus familiares consumen?
- ¿Le reconocen, cuidan, apoyan?
- ¿Le expresan afecto?
- ¿Respetan?
- ¿Cómo le educan/disciplinan?
- ¿Le han maltratado?
- ¿Cómo es el clima familiar?
- ¿Hay delincuencia?

Factores de riesgo en lo comunitario
- ¿Hay espacios de ocio y participación?
- ¿Hay disponibilidad de drogas?
- ¿Hay solidaridad y apoyo?
- ¿Hay líderes comunitarios?
- ¿Hay violencia o criminalidad?

Factores de riesgo sociales:
- ¿Hay buena educación?
- ¿Hay trabajo?
- ¿Hay programas de prevención?
- ¿Hay control de la disponibilidad de drogas?
- ¿Qué drogas hay disponibles?
- ¿A qué precio?
- ¿Qué consecuencias generan?

### Perfil psicosocial del drogadicto, consecuencias y centros de apoyo
A día de hoy el uso de sustancias psicoadictivas representa un grave problema de salud pública, el cual se acentúa por lo difícil del tratamiento y lo complejo que es el proceso de rehabilitación. Según Yablonsky, quien ha investigado en esta área por más de 35 años, el drogodependiente niega que esté en dificultades con la sustancia psicoactiva (ilusión de control); también la familia trata de esconder las dificultades; inicialmente aferrándose a la idea de que su familiar no es un drogodependiente pero paulatinamente con el aumento de conflictos, por la destrucción y ruptura de la relación de confianza que frecuentemente, y a veces de modo irreversible, hará incompatible la comunicación o la actuación. El evento más sistemático es que el drogadicto se miente a sí mismo” se droga para prometerse que no volverá a drogarse”. Y cuando acepta en algo sus dificultades frente a la sustancia, comienza a responsabilizar a los demás de sus problemas (victimismo). Otro evento consiste en manipular o chantajear a sus familiares pues sabe cuáles son los puntos débiles de cada uno, y esto lo hace para obtener lo que desea o sentir menos culpa. El drogodependiente sólo tiene una idea en la cabeza y ella es: ¿cómo y cuándo consumiré de nuevo? Varios autores llaman “compulsión” a este deseo irresistible.
Las consecuencias del abuso de droga pueden ser las siguientes:
- Trastornos fisiológicos y psicológicos: entre los trastornos fisiológicos convulsiones, cambios en el ritmo cardíaco, deterioro del sistema nervioso central, entre otros. Entre los trastornos psicológicos tenemos: alucinaciones, tendencias paranoicas, depresión, neurosis, entre otros.
- Deterioro y debilitamiento de la voluntad: el drogadicto se vuelve literalmente un esclavo del consumo de la droga, pudiendo llegar a hacer lo que sea para conseguirla.
- Deterioro de las relaciones personales: el drogadicto ya no es capaz de mantener su estabilidad ni vínculos saludables, ya sea con familiares o amigos. Muchas veces roba o engaña para poder conseguir droga, lo cual deteriora aún más la confianza y el contacto en sus relaciones afectivas.
- Bajo del rendimiento en el trabajo o en el estudio. Se llega al grado de abandonar metas y planes, recurriendo a la droga como única "solución".
- Consecuencias sociales: el drogadicto puede verse involucrado en agresiones o conflictos violentos por la pérdida de asertividad. Bajo la influencia de la droga se puede llegar a delinquir o cometer crímenes tales como robos o asesinatos.
- Consecuencias económicas: El consumo de droga puede llegar a ser muy caro, llevando al drogadicto a destinar todo su patrimonio y recursos para mantener el consumo.

Una opción de ayuda son los Centros de Rehabilitación. Una persona puede ser adicta ya sea, físicaemocional o fisiológicamente, dependiendo del tipo de sustancia usada. Este tipo de dependencias lo conducen a conseguir por cualquier medio la droga afectando directamente su lugar en la sociedad y en el entorno familiar.
Estas circunstancias le separan hasta dejar de lado a su familia y trabajo haciendo de las sustancias legales o ilegales su prioridad, no pudiendo seguir un autocontrol, conduciéndose a tener sustanciales pérdidas económicas y emocionales. Es en este punto donde entran los Centros de Rehabilitación. Cuando un drogadicto reconoce la adversidad de la droga y la dificultad autónoma para aplicar un cambio en su vida, el recurso de asistencia más adecuado es un Centro de Rehabilitación.
El objetivo principal de estas instituciones se encuentra focalizado en la restauración y crecimiento personal del paciente. Lo primordial en estos casos es que individualmente desarrolle una personalidad segura e independiente capaz de tomar decisiones conscientes en una vida satisfactoria y plena sin droga, además de ser capaz de fomentar todas sus habilidades sociales. Los tipos de terapia y tratamientos están orientados al paciente según los fines de cada institución y en cada centro se cuenta con distintas infraestructuras, personal e instalaciones para estos propósitos.
Así como cada centro es diferente también lo son las personas que ayudan a la recuperación particular de cada enfermo; en el caso de los centros AA (Alcohólicos Anónimos) las mismas personas que han encontrado la rehabilitación en este centro son las que ayudan a los nuevos ingresos a llevar a cabo su recuperación a través de compartir las experiencias que les ha dejado el llevar una vida apegada a la droga. Cabe mencionar que en estos centros no se cobra por los servicios ya sea que se interne al paciente o solo asista a reuniones.
Normalmente la economía de estos centros está basada en cooperaciones voluntarias del paciente o de los familiares de este. Por otro lado, hay centros donde se cobra la estancia del paciente en algún tipo de mensualidad o pago durante la estancia del paciente. En estos centros se ayuda a la rehabilitación igualmente por medio del ejemplo vital y testimonio real de la gente que ya ha sido tratada anteriormente. Lo más importante es que cuentan con la actividad de personal profesional, es decir trabajadores sociales, terapeutas, psicólogos, médicos y enfermeras. En cualquiera de los dos casos el tratamiento para la adicción consiste en una serie de intervenciones y el constante monitoreo de soporte con el paciente, para así promover en el día a día una mejor calidad de vida.
No se ha de olvidar que el paciente es un ser humano con distintas vivencias y necesidades, por esta razón lo ideal en los tratamientos sería llevar un seguimiento peculiar y personalizado. La consulta inicial, la evaluación, el diagnóstico, la intervención y el tratamiento en sí mismos son partes de un proceso que no está fracturado en etapas sino que forma parte de un continuo de atención y cuidados. Comprender esta realidad es importante para poder tomar las decisiones pertinentes en cada momento del proceso.
Existen otros tres grandes tratamientos diferentes además de los centros de rehabilitación
1. Ambulatorios: Estos tratamientos son para adolescentes y adultos debiendo concurrir pocas veces a la semana dividiéndose en: Grupo terapéutico, Grupo Multifamiliar y Grupo de proyecto de fin de semana.
2. Centros de día: Los pacientes son divididos en grupos teniendo que ir al centro en la semana. Allí reciben un apoyo terapéutico, realizando diferentes actividades, desde talleres hasta charlas.
3. Grupos de autoayuda: Son los casos que no pueden o no quieren ingresar en los otros grupos. Van pocas veces por semana y generalmente son dirigidos por operadores que fueron adictos, bajo el control de los especialistas del centro.

Es importante tener en cuenta que cada paciente tiene un tiempo de recuperación; la función primordial de los centros es la reinserción social del paciente en un entorno y ambiente saludable. En el caso de los familiares es recomendable que también asistan y participen en la rehabilitación ya que esta enfermedad no es solo del paciente en todos los casos sino de índole familiar jurídicamente. A estos también se les pide que cooperen de forma fluida y coordinada en la convivencia con el paciente para ayudarle a superar y eliminar resortes de su adicción.
Los programas de intervención más implementados en este respecto son aquellos que reducen de manera eficaz el consumo de droga ilícita y sus consecuencias negativas, y que son, además, eficaces en función de costos. Entre estos se encuentra el programa «12 pasos», inspirado en el sistema empleado por Alcohólicos Anónimos, y que busca la abstinencia total. Dicho programa se emplea tanto por parte de grupos de autoayuda como en terapias profesionales.
Una revisión sistemática de 10 estudios, nueve realizados en Estados Unidos y uno en Reino Unido, evaluó las intervenciones de «12 pasos» para participantes dependientes de droga ilícita. La principal evidencia sugiere que estos programas no son ni mejores ni peores que intervenciones psicosociales alternativas en disminuir el consumo de droga. Sin embargo, estos resultados deben interpretarse con precaución, dada la limitada cantidad de evidencia disponible y a ciertas fallas metodológicas, por lo que se requiere de mayor evidencia con respecto a la eficacia de este tipo de intervención, especialmente en grupos de autoayuda.

### Efectos
El consumo reiterado de droga da lugar a que el organismo se acostumbre físicamente. La droga interfiere en los mecanismos neurológicos y biológicos, en particular en las sustancias químicas que transmiten los mensajes entre las células del sistema nervioso (neurotransmisores), y se fijan en los receptores específicos del cerebro. En condiciones normales, estos receptores reciben sustancias secretadas por el cuerpo (endorfinas), que tienen propiedades calmantes y que generan una sensación de placer. Cuando el organismo recibe regularmente sustancias morfínicas de origen externo (como en el caso de los consumidores de heroína), la producción interna de endorfinas disminuye. Las sensaciones de placer no pueden provenir, en una determinada fase de la intoxicación, más que de un aporte externo. Los efectos de la droga sobre el cerebro se caracterizan por: confusión mental, delirio, alucinaciones y comportamiento generalmente agresivo.
Para muchas personas consumir droga es una salida fácil pues en ella encuentran un falso refugio que los aparta de la realidad (mens sana in corpore sano) y sin darse cuenta van cayendo en un abismo que muchas ocasiones tiene fatales consecuencias.
El abuso de droga de modo casual o compulsivo, puede considerarse como un comportamiento "resorte" que se mantiene por sus consecuencias inmediatas; cuando estas refuerzan el hábito de uso, que puede afianzarse por la conducta anterior de la toma de la droga bien con un efecto placentero (refuerzo positivo) o bien paliativo ante alguna situación aversiva para el individuo (refuerzo negativo) como el alivio del dolor, el miedo, la inseguridad o ansiedad. El refuerzo secundario o social es independiente de los efectos farmacológicos de la droga y puede tener un papel importante. El contacto con la droga puede conferir cierta categoría social, permite el trato e ingreso en un ámbito o grupo social determinado o es consigna de aprobación o admiración en su entorno. A veces este refuerzo social mantiene la conducta experimental del individuo, hasta que se llega a apreciar el efecto primario de la droga o se toleran los efectos aversivos iniciales de la droga. Esto es muy típico de drogas socialmente aceptadas, como los efectos iniciales del tabaco.
La droga también puede producir trastornos digestivos y cardíacos. Existe el riesgo de obstrucción brusca de un vaso sanguíneo (embolia) y de aparición de diversas infecciones cuando se administran por vía intravenosa. En dosis muy altas, pueden producir una intoxicación aguda, que puede llegar a la muerte por sobredosis.

### De acuerdo con los efectos que produce la droga, se clasifica en
- Depresora: aquella sustancia que disminuye u obstaculiza la actividad del SNC. Entre las más importantes figuran el alcohol, los sedantes, el opio y la heroína.
- Estimulante: es una sustancia que excita o aumenta la actividad del SNC; se incluyen la nicotina del tabaco, la cocaína y las anfetaminas.
- Alucinógena: aquella sustancia del tipo del LSD que actúa sobre el SNC provocando alucinaciones y delirios.

#### El deporte en la lucha contra las adicciones
Por distintos motivos, el deporte puede ser una gran herramienta para luchar contra el consumo de droga:
- Muchas personas consumen sustancias para mejorar su capacidad de socialización: el deporte es uno de los mejores métodos para unir a distintas personas y mejorar así la capacidad de socialización de cada persona.
- El deporte concurre a incrementar la autoestima de uno mismo a través del continuo reto personal para mejorarse, eliminando así el factor de consumo de droga por depresión.
- Los momentos de ocio son en los que hay más consumo de droga. Colocándose en este mismo tiempo el deporte 'robaría' así horas al ocio del individuo distrayéndole.
- El deporte, en cuanto actividad física intensa, facilita la producción de endorfinas, neuroproteínas que donan al cuerpo y al cerebro una sensación de bienestar, compensando la tristeza debida a la falta de consumo de sustancias estupefacientes.

Los motivos son muchos, por eso el deporte es una de las herramientas más poderosas para facilitar la vida a quien ha dejado y a quien quiere dejar la droga.

## La drogadicción en la infancia; causas y prevención
En la actualidad, el consumo de droga tiene un porcentaje elevado de jóvenes, por lo que los colegios deberían tener un plan de prevención para asumir y abordar estos problemas e intentar disminuir esta tasa. Una deficiencia que hace que esta tasa sea elevada es que los programas de prevención no están bien diseñados para su implementación integral o no se aplican o efectúan correctamente en la práctica por diversas causas contextuales, por lo cual no suscitan suficiente confianza e interés general, o no se percibe su importancia educativa, social y de salud inmediata como un eje instructivo en la prestación de.
Un problema característico de las adicciones es que los sujetos no perciben los perjuicios reales de su efecto hasta que no son grandes adictos. El abuso con droga empieza por un acercamiento a experimentar un consumo lúdico (de forma no casual aunque espontánea), después vendrá la adicción y un consumo habitual y, por último, la cronicidad y un consumo dependiente.
Otra de las ideas que hay que demostrar a los niños, además del riesgo de la adicción, es que el consumo arbitrario de droga (por ejemplo, medicamentos) les predispone a enfrentar consecuencias inesperadas y graves sobre salud, educación, economía, legalidad y demás aspectos psicosociales de su vida.
Una de las soluciones para esto sería captar qué vínculos producen los problemas sociales o familiares que perturban al alumno afectado.
La media de consumo de tóxicos de jóvenes en Europa se sitúa en un 2,7 % mientras que en España esta tasa se encuentra en un 3,7 % y una de cada 5 personas entre 15 y 34 años dicen haber tomado cannabis en el último año.
Entre estas personas que destacan tres inferencias que inducen a su consumo:
- Para la huida de los problemas (28,8 %).
- Por experimentación (28 %).
- Para adaptarse e integrarse (24,2 %).

Teniendo estos datos se concreta la raíz de una guía básica que servirá para la prevención.
Mientras que, la ingesta de alcohol en jóvenes durante los últimos 30 días de entre 14 y 18 años ha disminuido un 17,1 % desde 1994, el consumo de cannabis ha aumentado en un 7,9 %.
La edad en la que los jóvenes comienzan a consumir alcohol se da en los 12 o 13 años aproximadamente, por lo que conlleva salidas nocturnas y que sus grupos de iguales también consuman alcohol, y esto puede llevar a consumo de más sustancias a la larga.
Cuando tratamos casos graves de adicción en una escuela es evaluable la solicitud de:
- Centros de Atención a Drogodependencias.
- Centros de Día.
- Unidades de Desintoxicación Hospitalaria.
- Comunidades Terapéuticas.
- Vivienda de Apoyo al Tratamiento.
- Vivienda de Reinserción.

Estas dos últimas se dan para aquellas personas que no tienen un medio socio familiar adecuado para la desintoxicación.
Se distinguen tres niveles de actuación terapéutica:
- Primaria o preventiva, cuando se trata el problema antes de que aparezca.
- Secundaria: se trata cuando la actuación primaria no ha funcionado y antes de la fase de dependencia.
- Terciaria: se trata cuando el cuadro de cronicidad ya ha aparecido.

Estas son algunas de las estrategias que preparan la educación para la prevención de la iniciación en la droga:
- Que nuestros alumnos consigan desenvolver habilidades sociales sanas.
- Una mejora de la comunicación interna en la clase y que la desarrollen con sus familiares y grupos de iguales.
- Que aprendan a decir NO.
- Conseguir que refuercen su autoestima y que se acepten a ellos mismos tal y como son.
- Que sepan valorar la importancia de su salud.

La pervivencia social y la prevención jurídica son esenciales para el DAFO del exdrogodependiente.
Castillo Manzano, Alfredo (2011). La intervención educativa en las adicciones. Sevilla: Wanceulen Educación.
A nivel biológico, numerosos estudios demuestran el desarrollo de marcas epigenéticas en las personas que son drogodependientes, y además la heredabilidad de las mismas, lo cual cobra una gran importancia a la hora del tratamiento de dichas enfermedades, ya que además de las terapias tradicionales se podría combinar con una terapia farmacológica que revertiera dichos cambios en el epigenoma. Además, en el campo de la reproducción, pueden ser factores que se pasen a tener en cuenta, de forma que un mapeo de dichos cambios adviertan de la propensión o no a la drogadicción de embriones, de forma previa a la implantación (en la fecundación in vitro).
Un número considerable de jóvenes está en programas de recuperación de trastornos por consumo de sustancias. Debido a que los jóvenes pasan la mayor parte de su tiempo en la escuela, se han desarrollado las “escuelas de recuperación”, que son programas educativos orientados a ayudar a los jóvenes a recuperarse de trastornos por consumo de sustancias. Estos programas se dividen en las RHS (Recovery High Schools), que otorgan diplomas de secundaria y ofrecen una gama de servicios terapéuticos; y las CRC (Collegiate Recovery Communities), que ofrecen servicios de apoyo terapéutico y de abstinencia en los campus universitarios.
Una revisión sistemática de un estudio, realizado con una muestra de 194 estudiantes de secundaria en Estados Unidos, examinó los efectos de las escuelas de recuperación. Los resultados indican que las RHS pueden reducir el ausentismo de estudiantes de secundaria, el consumo de marihuana y otras drogas, y aumentar la abstinencia. Asimismo, no existe evidencia acerca de la efectividad de las CRC. Sin embargo, ante la escasa evidencia, y el riesgo grave de sesgo en el único estudio incluido en la revisión, no se pueden extraer conclusiones sólidas. Por ende, es necesario realizar evaluaciones rigurosas adicionales que examinen los efectos de estos programas.
Apoyándonos en esto, nos encontramos con el modelo teórico general que subyace a los programas preventivos de drogas. La necesidad de comprender el consumo de droga para plantear la prevención, hace necesario partir de un marco teórico general que sirve de base a los programas preventivos de droga. Éste se fundamenta en lo que conocemos sobre la etiología del consumo. La síntesis de este modelo puede resumirse, según Becoña (2001 y 2002: 48), en tres ejes básicos:
1. Los factores que facilitan el inicio y el mantenimiento en el consumo de las distintas sustancias en unas personas respecto a otras 10.
2. La progresión en el consumo de drogas legales a las ilegales en una parte significativa de los que consumen las primeras respecto a los que no las consumen.
3. Las variables socioculturales, biológicas y psicológicas que modulan los factores de inicio y mantenimiento y la progresión o no en el consumo de unas a otras sustancias.
Es esencial abordar la conexión entre la drogodependencia y los programas de tratamiento en penitenciarías debido a su prevalencia entre los reclusos. Estos programas deben ser completos, incluyendo la identificación temprana, terapias especializadas y programas de rehabilitación dirigidos específicamente a quienes luchan con la adicción.

## Abuso en el consumo de sustancias controladas

### Antecedentes
“Durante el decenio de 1950 empezaron a surgir los problemas del abuso de anfetaminas y barbitúricos y la prescripción excesiva de sedantes y alucinógenos. La Organización Mundial de la Salud (OMS) y la Comisión de Estupefacientes comenzaron a examinar esas cuestiones a partir de los primeros años del decenio de 1960. Si bien hubo acuerdo acerca de la necesidad de fiscalizar esas sustancias más estrictamente, no lo hubo en cuanto a la posibilidad de someterlas al régimen de la Convención de 1961, o bien de crear un nuevo tratado. Existía el temor de diluir el impacto de la Convención de 1961 y de disuadir a algunos Estados de ratificarla si se añadía un gran número de fármacos a la lista de sustancias clasificadas. Por otra parte, muchas de las sustancias que habían de someterse a fiscalización formaban parte de preparados farmacéuticos que se recetaban en forma generalizada. También se debatió la cuestión de la dependencia producida por los alucinógenos”.
El problema reciente radica en la venta libre de medicamentos que necesitan de prescripción médica. Un medicamento es uno o más fármacos, integrados en una forma farmacéutica, presentado para venta y uso industrial o clínico, y destinado para su utilización en las personas o en los animales, dotado de propiedades que permitan el mejor efecto farmacológico de sus componentes con el fin de prevenir, aliviar o mejorar enfermedades, o para modificar estados fisiológicos. Los medicamentos son una droga legal. Estudios recientes revelan que es más probable que un adolescente haya abusado de un medicamento de prescripción que de una droga ilícita.

### Consumo de sustancias controladas en las escuelas
No resulta nuevo que gran cantidad de estudiantes universitarios consuman droga controlada para supuestamente potenciar su desempeño académico. Algunos de los casos que más llaman la atención son los que han tomado lugar en la Universidad de Harvard, donde el 35 % de la matrícula estudiantil ha aceptado consumir este tipo de fármacos. Desde 2003, dicha universidad ha aparecido en primer lugar como la universidad líder en el mundo según la Academic Ranking of World Universities.
Asimismo, se destaca el hecho de que más del 90 % de los estudiantes pertenecientes a instituciones de prestigio internacional han señalado sentirse superados por el nivel de exigencia que los cursos demandan, siendo esta la causa más probable de la ingestión de dichos fármacos. Esto a pesar de que los medicamentos como la anfetamina y metilfenidato son controlados, y el poseerlos sin la debida prescripción médica implica un delito. Es en la facilidad con que se obtienen ilegalmente cuando quedan en tela de juicio los mecanismos para diagnosticar los trastornos por los cuales se recetan estos medicamentos. Dos de estos trastornos son el Trastorno obsesivo-compulsivo y el Trastorno de déficit de atención.
Es vital resaltar la relativa facilidad con la cual estos alumnos pueden hacerse pasar como afectados por esta condición psiquiátrica. El problema radica en el hecho de que los supuestos afectados son diagnosticados sobre la base de exámenes a nivel psicológico, permitiendo así que, conociendo los criterios y mecanismos de evaluación, los resultados pueden ser alterados, generando así una errónea interpretación de síntomas y por consiguiente del diagnóstico.
Debemos tener presente que este no es el único medio a través del cual los alumnos obtienen estos fármacos, muchos de ellos los toman de gente cercana que ha sido diagnosticada y la posee de forma lícita. Lo establecido anteriormente aunado al tránsito de recetas médicas apócrifas, hacen de la situación un problema de salud y del sistema médico administrativo.
De la misma forma que ocurre en las competencias deportivas, usar anfetaminas para potencializar la capacidad de asimilación está considerado como antiético, es por eso que muchos se refieren a este género de droga como “esteroides académicos”.
De esta manera el dilema se centraliza en quién debe ceder para frenar el uso de estas sustancias.

### Actualidad
Hasta 2018 los tratados de fiscalización de la droga han tenido éxito, pero afrontan diversas dificultades, según la Junta Internacional de Fiscalización de Estupefacientes (JIFE). La JIFE reveló, por medio de estudios internacionales, que:
- el 25 por ciento de los jóvenes entre los 12 y los 17 años, en la mayoría de países desarrollados, habían probado medicamentos formulados al menos una vez en su vida y no precisamente con propósitos terapéuticos: solo querían divertirse;

- en el 2005, Estados Unidos registró alrededor de 22 400 muertes debido al consumo de droga recetada de la cual opioide representa un 32 %;

- los depresivos, opiáceos y antidepresivos son responsables de más muertes por sobredosis (45 %) que la cocaína, metanfetamina y anfetamina combinadas (39 %), cifras muy alarmantes;

- en los Estados Unidos el uso indebido de medicamentos de venta con receta es el problema más importante en relación con las drogas después del abuso de cannabis, ya que en 2008 hubo allí 6.2 millones de personas que abusaron de ellos, más del número total de consumidores de cocaína, heroína, alucinógenos, MDMA (éxtasis) y productos inhalables;

- en Alemania, según las estimaciones, de 1.4 a 1.9 millones de personas son adictas a los preparados farmacéuticos;

- en Canadá, en casi todas las principales ciudades, la mayoría de los consumidores de opioides abusan de opioides de venta con receta, por ejemplo, hidromorfona, morfina y oxicodona;

- en 2008, alrededor del 30 % de los decesos por drogas de jóvenes de 16 a 24 años ocurridos en el Reino Unido estuvieron relacionados con la metadona;

- en varios países de Europa (Francia, Italia, Lituania y Polonia), del 10 % al 18 % de los estudiantes consumen sedantes o tranquilizantes sin receta;

- algunos de los medicamentos de abuso más común son: opioides, depresores del sistema nervioso (SNC) y estimulantes.

La JIFE advierte que el uso indebido de medicamentos de venta con receta es de mayor peligro para el grupo vulnerable que son los niños y adolescentes, y subraya en su informe el problema del uso indebido de los opioides que se venden con el nombre comercial de Oxicontin y Vicodin, que han provocado casos fatales entre los jóvenes a nivel mundial.
Debido a su potencial para el abuso y la adicción, muchos medicamentos de prescripción han sido clasificados por el Drug Enforcement Administration (DEA) en la misma categoría que el opio o la cocaína. Entre otros lo más usados incluyen: metilfenidato y Dexedrine (estimulantes) y los analgésicos OxyContin, Demerol y Roxanol.
Otro aspecto alarmante es que en las universidades hoy en día los jóvenes, con el fin de rendir mejor y poder cumplir con sus obligaciones estudiantiles consumen medicamentos de prescripción necesaria, lo cual resulta cierto según las estadísticas y estudios realizados sobre las ventas del Ritalin, cuyas ventas aumentan más del 50 % durante periodos de clases y decaen en vacaciones.
Este "cáncer silencioso" es demográficamente más significativo que el consumo de drogas ilícitas, tales como la heroína, marihuana y cocaína, entre otros. En contraste, algunos alumnos erróneamente informados perciben el consumo de medicamentos controlados como algo cotidiano e inofensivo equiparable al consumo de cafeína, alcohol o tabaco.
Es importante recalcar que los alumnos que se han declarado consumidores no lo serían si no fuera por el nivel de exigencia y competitividad que se vive día a día en el medio universitario en el que están inmersos.
Por un lado, el cuerpo estudiantil, jóvenes universitarios que se sienten rebasados por los cursos y evaluaciones en sus universidades. Esta situación alcanza un punto en el que sus deseos de graduarse sin mayores dificultades, se convierte en una desesperación mayúscula. Alcanzando un punto en el que el deseo de aprobar sus asignaturas de manera satisfactoria rebasa al instinto de cuidar su bienestar físico y de respetar al sistema legal de control de fármacos. Es decir, están actuando por encima de la ley.
Además de las consecuencias previamente mencionadas, el consumo de Adderall produce dependencia psicológica a largo plazo, dado que los estudiantes pierden fe en sí mismos. Llegan a un punto en que sienten que no serían capaces de lograr buenos resultados por propia cuenta. Lo cual, fácilmente puede hacerlos pasar de consumidores esporádicos a adictos.´
La Terapia Familiar Funcional (FFT, por sus siglas en inglés) es una intervención a corto plazo que utiliza manuales para su implementación. Este tipo de intervenciones se realiza en entornos ambulatorios, y tiene como objetivo modificar las interacciones entre los miembros familiares para mejorar el comportamiento de los jóvenes. Se ha planteado la interrogante de cuál es la efectividad de estas terapias como tratamiento para el consumo de cannabis, anfetaminas, éxtasis o cocaína en el caso de los jóvenes.
Una revisión sistemática de dos estudios, ambos realizados en Estados Unidos, de los cuales solo uno proporcionó resultados relacionados con el consumo de droga entre los jóvenes de 11 a 21 años, demostró que la intervención logró una reducción a corto plazo (cuatro meses) del consumo de cannabis, efecto que desaparece en el largo plazo. Debido a la escasez de evidencia acerca de la efectividad de estas terapias, resulta imposible extraer conclusiones rigurosas y, por lo tanto, estas terapias deben ser empleadas con cautela cuando se dirigen al consumo juvenil de droga.
Una gran cantidad de criminales encarcelados son adictos a la droga. En ausencia de un tratamiento eficaz contra el abuso de sustancias, una gran proporción de estos delincuentes adictos volverá a delinquir una vez liberados. Por ello, se han desarrollado programas de tratamiento contra la droga en cárceles, los cuales permiten el uso de la fuerza por parte de las instalaciones correccionales, con el fin de incitar a los consumidores a participar en el tratamiento (muchos de los cuales no lo harían de otra forma). Además, limitan la disponibilidad de droga, dejando suficiente tiempo disponible para enfocarse en el tratamiento y la introspección.
Una revisión sistemática de 74 estudios, la mayoría realizados en Estados Unidos, y el resto en Canadá, Australia, Taiwán y Reino Unido, analizó el impacto de los programas de tratamiento contra la droga en la cárcel, y concluyó que estos son moderadamente efectivos en la reducción de la reincidencia y del consumo de droga. Los efectos encontrados variaron conforme al diseño del programa. En este sentido, se determinó que las comunidades terapéuticas son el modelo más efectivo, mientras que los campamentos de entrenamiento no lo son. Estas conclusiones deben interpretarse con cautela, debido al limitado número de evaluaciones y a ciertas deficiencias metodológicas.

### Acciones internacionales
La JIFE estima, según el informe del 2009, que el régimen de fiscalización internacional de estupefacientes puede considerarse uno de los logros más importantes del siglo XX en materia de cooperación internacional.
Más del 95 % de los Estados miembros de las Naciones Unidas –lo que equivale al 99 % de la población mundial– son parte en los tres tratados (la Convención Única sobre Estupefacientes de 1961, el Convenio sobre Sustancias Sicotrópicas de 1971 y la Convención de la ONU contra el Tráfico Ilícito de Drogas de 1988), hecho que los convierte en tres de los instrumentos internacionales de más amplia aceptación. En el 2007 no se registró ningún caso de desviación del mercado lícito al ilícito.
También se han registrado algunos progresos en lo relativo a la consecución de los objetivos establecidos por la Asamblea General de las Naciones Unidas en 1988, dedicado a la prevención al problema mundial de la droga.
Las universidades no han mostrado oídos sordos ante esta alarmante situación que afecta a los estudiantes, ya que se ha comprobado que el consumo desordenado de Adderall puede causar muerte repentina. Una medida que se ha puesto en marcha recurre al llamado de las instituciones educativas a que instruyan a sus estudiantes técnicas para manejar su tiempo de manera adecuada, organizada y efectiva para así sacar el mayor provecho de los cursos sin llegar al extremo del consumo de medicamentos controlados, lo cual es considerado como innecesario y peligroso.